# Little Italy (Manhattan)
Little Italy (it. Piccola Italia) è un famoso quartiere con popolazione di origine italiana di New York negli Stati Uniti, situato nella Lower Manhattan, la parte meridionale del borgo (borough) di  Manhattan.
Un tempo popolata da molti italoamericani (i campani si stabilirono principalmente presso Mulberry Street, i siciliani a Elizabeth Street ed i calabresi e i pugliesi a Mott Street), dalla metà del XX secolo essi hanno iniziato a trasferirsi in altri quartieri cittadini più periferici e da allora l'estensione di Little Italy è andata quindi sempre più riducendosi.
Little Italy confina a sud con un altro famoso quartiere di immigrati, Chinatown. Il quartiere cinese ha ormai assorbito buona parte di quella che una volta era Little Italy. Allo stesso modo a nord, in prossimità di Houston Street, l'area una volta occupata da Little Italy ha perso il suo aspetto tipicamente italiano. La parte circostante Mulberry Street, lungo la quale si allineano i negozi italiani (in particolare i ristoranti), tra Broome Street e Canal Street, è quello che rimane della Little Italy di Manhattan. Pochi italiani risiedono ancora a Little Italy.

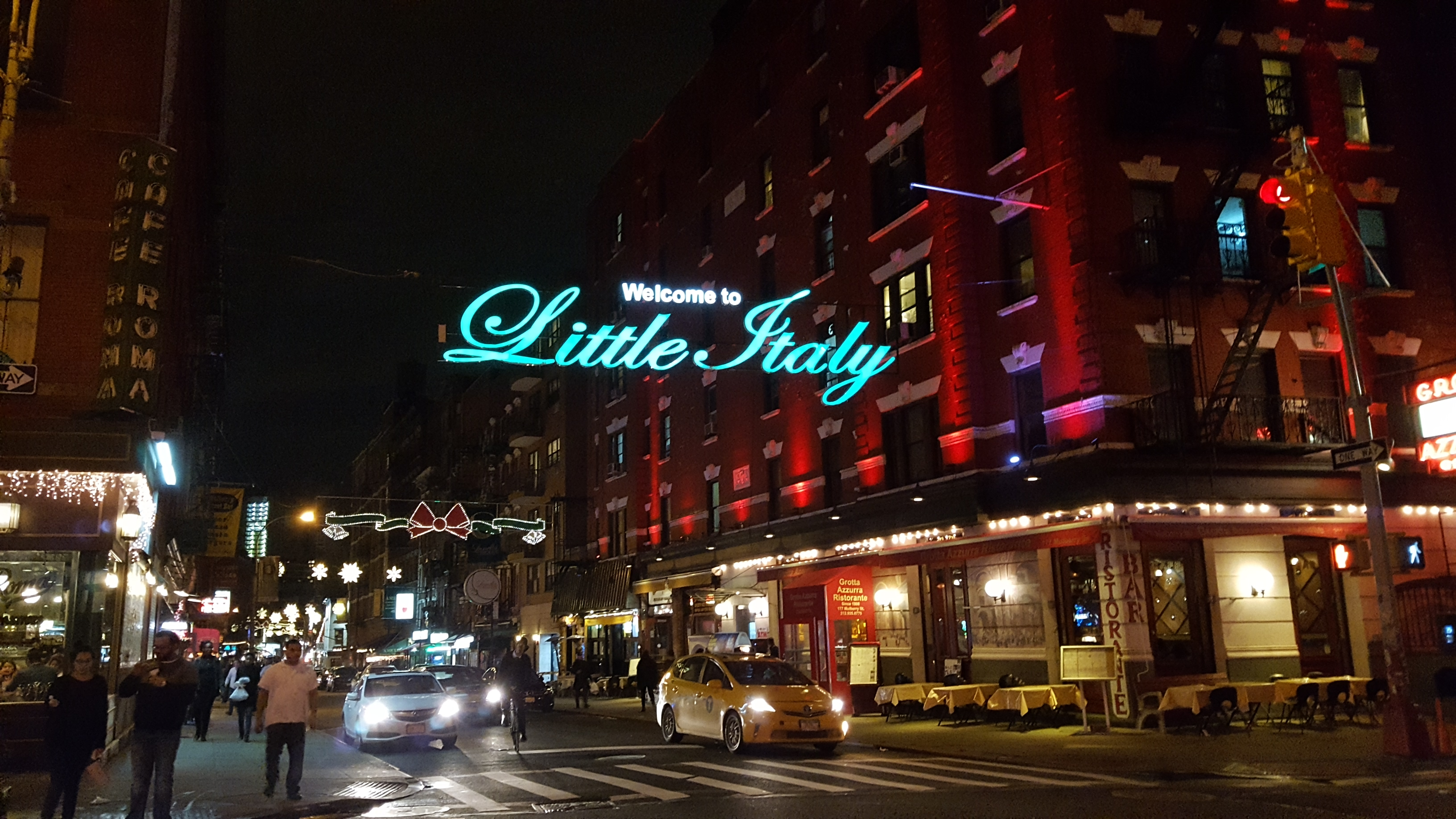
Mulberry Street, ingresso a Little Italy

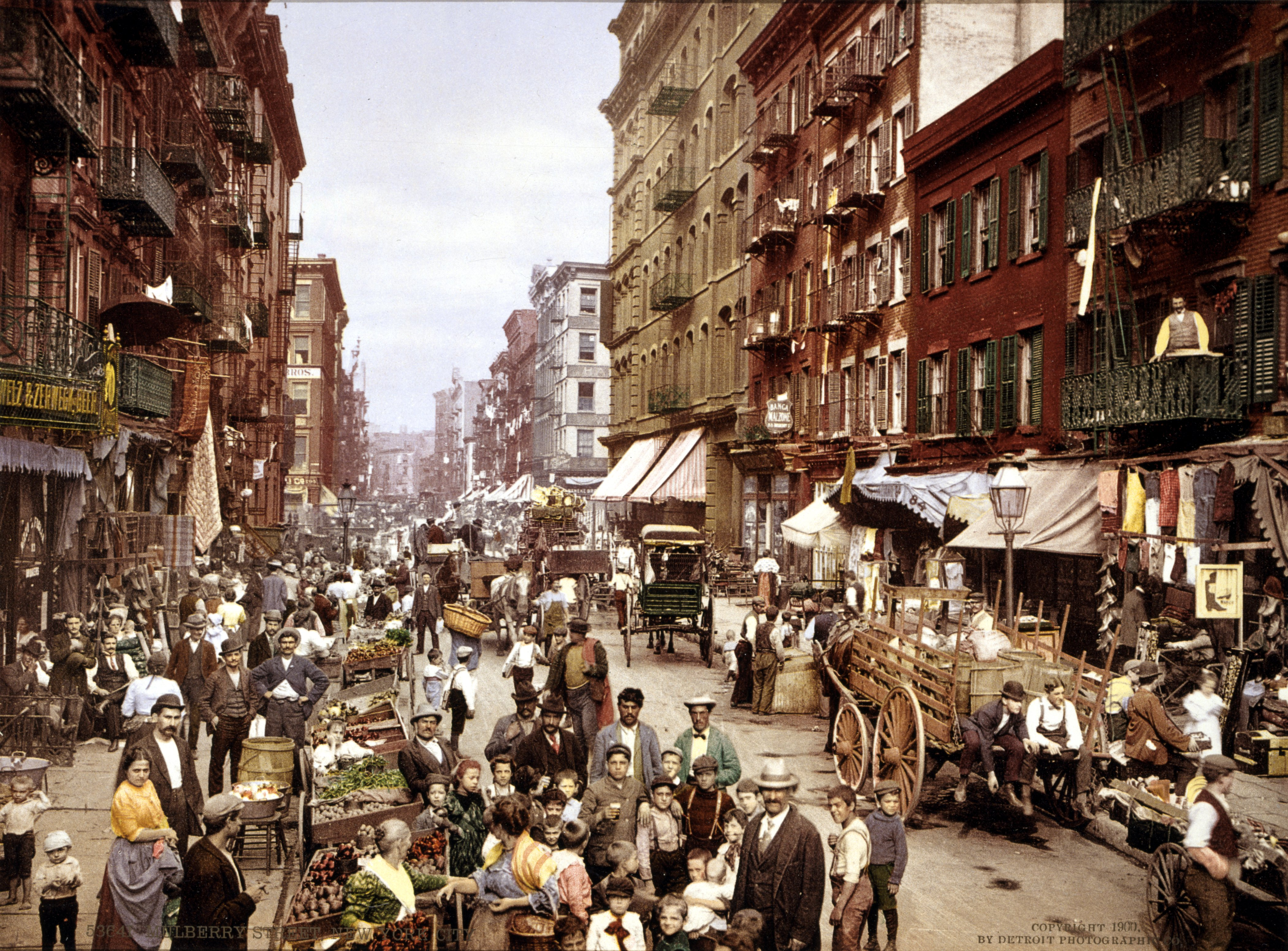
Fotocromia di Mulberry Street agli inizi del Novecento

## Zone affini
A New York esistono altre Little Italy: della storica presenza italiana a East Harlem, conosciuto una volta come Italian Harlem, rimangono poche presenze italiane.
Il Bronx ha la sua Little Italy lungo Arthur Avenue. La popolazione di origine italiana risiede per lo più a Brooklyn, dove esiste un vero sobborgo italoamericano, Bensonhurst, e in misura ancora maggiore a Staten Island (nel borough di Staten Island la popolazione di origine italiana raggiunge il 40%).
In altre zone degli Stati Uniti esistono altri quartieri italoamericani.